# أهارون مويال
غرهان مويال (אהרן מויאל) (1813 - يوليو 1899) تاجر يهودي مغربي ثري من الرباط، هاجر إلى فلسطين وأصبح أحد قادة الاستيطان اليهودي في يافا. كان من أوائل اليهود الذين سكنوا خارج أسوار يافا القديمة (بيت هغفيريم، الواقع حاليًا في شارع ييفيت رقم 10، بُني في سبعينيات القرن التاسع عشر، في منطقة مساديت وعلى طريق غزة القديم الذي كان يحمي سور المدينة)، وهو والد عائلة مويال في فلسطين.

## السيرة الذاتية
وُلد أهارون مويال في الرباط، المغرب، عام ١٨١٣، لعائلة من الحاخامات المطرودين من إسبانيا. والده هو موشيه مويال. تلقى في طفولته تعليمًا يهوديًا تقليديًا، ودرس أيضًا اللغات الأجنبية والتجارة. برع في عمله تاجرًا وجمع ثروة طائلة، وأصبح من أثرى أفراد الجالية اليهودية في الرباط وقادتها. وفي الرباط، زوج مسعودة من بيت عميئيل.
في عام 1852 (وفقًا لمصادر أخرى في عام 1860)، باع ممتلكاته الكبيرة من المباني والأراضي وهاجر إلى فلسطين مع عائلته وعشرات من أفراد جاليته. أبحرت المجموعة إلى فلسطين على متن سفينة يملكها. استقر في البداية مع عائلته في حيفا، وبعد ثلاث سنوات انتقل إلى يافا. اشترى أراضي ومبانٍ ومتاجر في يافا، وأصبح أول يهودي يبني منزلًا كبيرًا لعائلته خارج يافا القديمة. لاحقًا، دخل مجال البساتين بالشراكة مع عربي مسيحي يُدعى يوسف حاسور، الذي كان يملك بستانًا في حي العجمي بمنطقة تُسمى "أم العصم" (ووفقًا للتقاليد، كان المكان مقبرة لجنود نابليون الذين لقوا حتفهم في الطاعون أثناء غزو يافا عام 1799).
أسس مويال مؤسسات مجتمعية مختلفة في يافا، بما في ذلك تلمود توراة سفارادي. وفي منزله خارج المدينة، أنشأ كنيسًا خاصًا، كان يعمل فيه أيضًا معهد ديني. ساهم في استيعاب المزيد من المهاجرين اليهود في يافا، وفي تنمية الجالية اليهودية في المدينة.
في أواخر حياته، استقر في القدس في منزل اشتراه لنفسه في حي نحلات شيفع. وكان منزله بمثابة جامع للجالية الغربية في المدينة.
توفي مويال في القدس في عام 1899. أصبح أحفاده، وهم أفراد من عائلة مويال، من أبرز العائلات في يافا خلال القرنين التاسع عشر وأوائل القرن العشرين. كان له أربعة أبناء: يوسف مويال، وأبراهام مويال (الذي كان مشرفًا بالنيابة عن البارون روتشيلد، عضو الاتحاد الإسرائيلي العالمي وجمعية "أحباء صهيون" في إدارة شؤونهم في فلسطين) وشالوم مويال وإلياهو مويال، الذي بقي في المغرب وعمل حاخامًا في الرباط.